# Eyeish
Eyeish (Ais, Ayis, Ays, Eyeish, Ayish), pleme Caddoan Indijanaca udruženi s konfederacijom Hasinai. Drži se da su Eyeishi zbog svoga jezika, po kojemu se razlikuju od drugih Caddoan plemena, neka druga grupa koja pripada starijoj kulturi od caddoanske .Njihov raniji dom bio je na Ayish Bayou između Sabine i Nechesa u Teksasu. Eyeishi dolaze u kontakt sa Španjolcima (Moscoso) 1542. Kasnije ih (1686-87) spomninje La Salle. Godine 1717. (1716. po Swantonu) za njih je utemeljena misija Nuestra Señora de los Dolores de los Ais u blizini današnje San Augustine. Napuštena je 1719. da bi se 1721. ponovno utemeljila U Kasnijem 18. stoljeću smješteni su u Nacogdoches, pa na rezervat Wichita u Oklahomi. 
Sibley je (1832.) izvijestio o dvadeset pojedinaca ovog plemena (1805), ipak brojno stanje 1828. govori o čak 160 njihovih obitelji naseljenih između Brazosa i Colorada, što zorno dočarava Sibleyev besmisleni podatak, očita je manipulacija brojnim stanjem Indijanaca, kako bi se prigrabila njihova zemlja. Danas žive, broj nije poznat, s Caddo Indijancima u Oklahomi. 
Eyeishi su bili lovci i obrađivači tla.  Ne smiju se pobrkati s Ais Indijancima iz Floride.

## Vanjske poveznice
- Eyeish Indian History
- Ais Indians
- Eyeish  Arhivirana inačica izvorne stranice od 29. rujna 2007. (Wayback Machine)